# 恩寵の巡礼
恩寵の巡礼（おんちょうのじゅんれい、英：Pilgrimage of Grace）とは、1536年から1537年にかけてイングランドで起こった民衆反乱。テューダー朝が進めた修道院解散を契機として発生したが、鎮圧された。名称は反徒たちが巡礼者と称したことに由来するが、当時聖遺物を収める聖廟が付属していた修道院へ巡礼する人々が多く、名称に修道院解散に対する抗議を含んでいた。

## 経過
ヘンリー8世の側近の最高首長代理トマス・クロムウェルは、1535年1月から修道院の財産調査を始め教会財産査定録を作成、翌1536年2月に宗教改革議会で通過させた小修道院解散法を成立、年収200ポンド以下の小修道院を解散することを決めた。在地のジェントリと政府の役人で構成された解散を進める委員会が調査を進めた。
ところが、そこで予期せぬ事態が起こった。10月にイングランド中部リンカンシャーで調査委員が教会財産を没収するとの噂が広がり、住民が役人を襲撃して暴動を起こしたのである。リンカンシャーの反乱はすぐに沈静化したが、北部ヨークシャーでも法律家ロバート・アスクが率いる反乱が勃発した。反乱の背景は宗教改革の進行による生活に身近な修道院の解散への人々の不満があったが、他にも囲い込みと地代上昇に対する農民の不安、王権進出を嫌う北部貴族やジェントリの反感、成り上がり者のクロムウェルへの怒りなど様々な原因があった。
反乱軍はヨークを占領してポンテフラクト城も落とし、守備していたダーシー男爵トマス・ダーシーは反徒に寝返り総勢4万に増加した。政府はノーフォーク公トマス・ハワードとシュルーズベリー伯ジョージ・タルボットが率いる1万の追討軍を派遣したが、人数も装備も不十分のためノーフォーク公は反乱軍と和睦交渉した。11月下旬に反乱軍は恩赦、クロムウェルとカンタベリー大司教トマス・クランマーら宗教改革指導者の追放、修道院解散撤回、カトリック教徒のメアリー王女（後のメアリー1世）の嫡出認定などの要求をノーフォーク公へ提出した。受け取ったノーフォーク公は12月に要求の実現を約束、ヘンリー8世も要求を呑み、休戦に同意したアスクは反乱軍解散に踏み切った。
しかし、解散に反対したフランシス・ビゴッドら一部の暴徒が年が明けた1537年1月にヨークシャー東部で反乱を再発させると、前回の反乱参加者たちの支援を得たノーフォーク公が鎮圧、ビゴッドの蜂起を約束違反と見做した王はアスク・ダーシー男爵ら反乱指導者を捕らえ200人以上を処刑した（初めから約束を守る気が無い王はアスクらを処刑する機会を伺っていたとも）。反乱平定後、王とクロムウェルは大修道院の解散に踏み切り、反乱に関与したシトー会の関係者を処刑し所属修道院の財産を没収した。そうして恐怖に駆られたシトー会修道院を自発的解散へと誘導、他の修道院にも圧力をかけて解散、1539年の大修道院解散法成立で解散を追認させ、修道院解散を完了させた。一方、北部の治安維持のため枢密院の監督下で北部評議会を設置、統監も設置された。